# Saint-Cyr-les-Colons
Saint-Cyr-les-Colons ist eine französische Gemeinde mit 446 Einwohnern (Stand: 1. Januar 2022) im Département Yonne in der Region Bourgogne-Franche-Comté (vor 2016 Bourgogne) im Osten Frankreichs. Die Gemeinde gehört zum Arrondissement Auxerre und zum Kanton Chablis.

## Geografie
Saint-Cyr-les-Colons liegt etwa 14 Kilometer ostsüdöstlich von Auxerre. Umgeben wird Saint-Cyr-les-Colons von den Nachbargemeinden Courgis und Préhy im Norden, Chemilly-sur-Serein im Nordosten, Lichères-près-Aigremont im Osten, Vermenton im Süden, Deux Rivières im Süden und Südwesten, Irancy im Westen und Südwesten, Saint-Bris-le-Vineux im Westen sowie Chitry im Nordwesten.
Durch die Gemeinde führt die Autoroute A6.

## Weinbau
Die Gemeinde liegt im Weinbaugebiet Bourgogne.

## Bevölkerungsentwicklung
| Jahr                      | 1962 | 1968 | 1975 | 1982 | 1990 | 1999 | 2006 | 2013 |
| ------------------------- | ---- | ---- | ---- | ---- | ---- | ---- | ---- | ---- |
| Einwohner                 | 475  | 458  | 501  | 463  | 485  | 344  | 403  | 437  |
| Quelle: Cassini und INSEE |      |      |      |      |      |      |      |      |

## Sehenswürdigkeiten

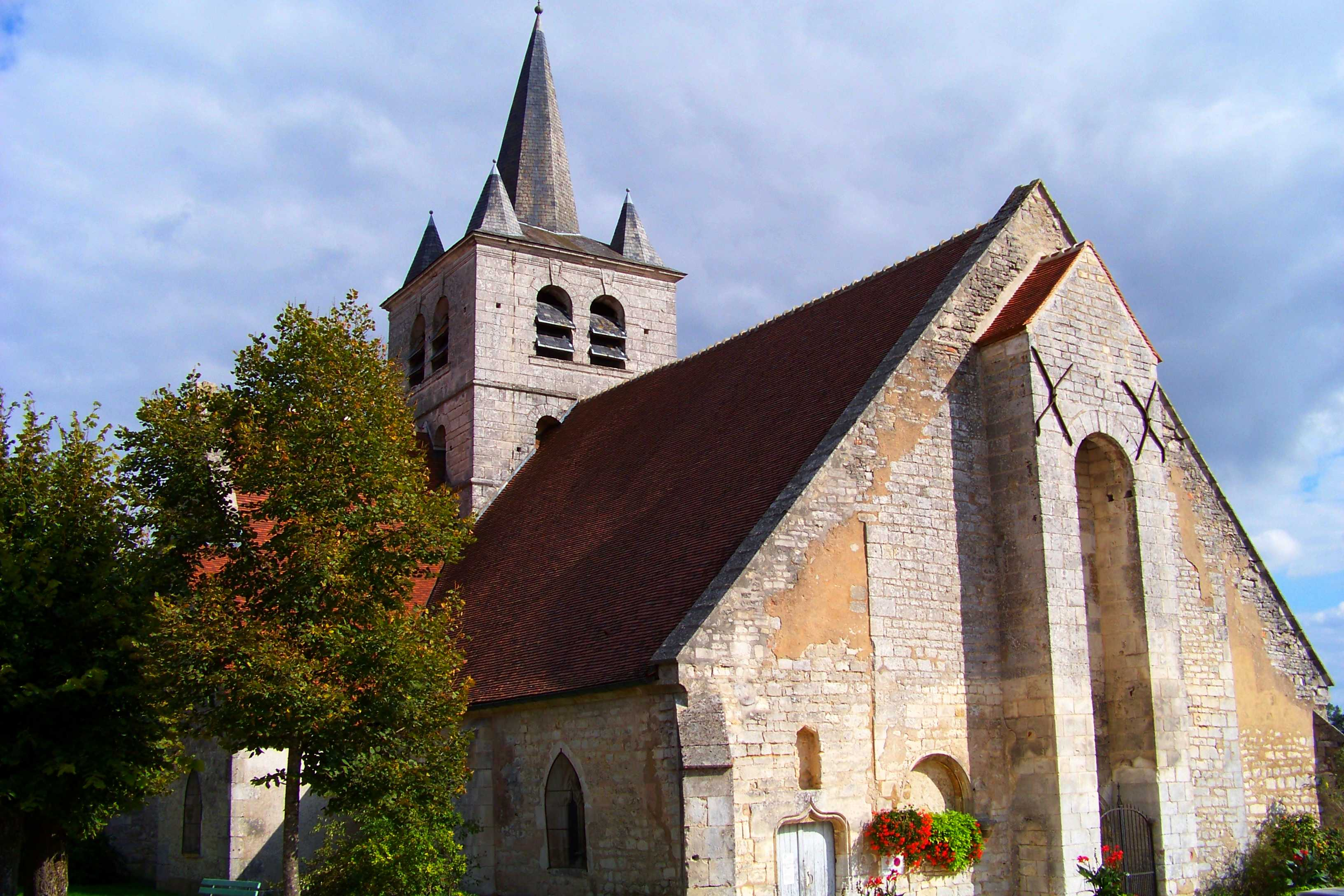
Kirche Saint-Cyr-Sainte-Julitte

- Kirche Saint-Cyr-Sainte-Julitte